# Ricaud, Hautes-Pyrénées
Ricaud är en kommun i departementet Hautes-Pyrénées i regionen Occitanien i sydvästra Frankrike. Kommunen ligger i kantonen Tournay som tillhör arrondissementet Tarbes. År 2022 hade Ricaud 65 invånare.

## Befolkningsutveckling
Antalet invånare i kommunen Ricaud
| Referens: INSEE |